# Josip Elic
Josip Elic (Butte, Montana, 10 de marzo de 1921-River Edge (Nueva Jersey), 21 de octubre de 2019) fue un actor estadounidense. Conocido por sus papeles en One Flew Over the Cuckoo's Nest (Alguien voló sobre el nido del cuco), The Producers y Black Rain.
El actor falleció a los noventa y ocho años como consecuencia de  las complicaciones tras una caída sufrida en su apartamento de Nueva York.

## Filmografía
- "Kraft Television Theatre" (TV Series) (1956)
- "The Pil Silvers Show" (TV Series) (1959)
- "El sindicato del crimen" (1960)
- "Cuatro Convictos" (1962)
- "Santa Claus Conquers the Martians" (1964)
- "Los Productores" (1967)
- "Un hombre para Ivy" (1968)
- "¿Quién es Harry Kellerman?" (1971)
- "The Stoolie" (1972)
- "Dispara,Billy,dispara" (1972)
- "De los archivos revueltos de la señora Basil E. Frankweiler" (1973)
- "One Flew Over the Cuckoo's Nest" (1975)
- "Great Day" (TV Movie)(1977)
- "El mejor amante del mundo" (1977)
- "The Halloween That Almost Wasn't" (TV Short)(1977)
- "Black Rain" (1989)